# Cena černého humoru
Cena černého humoru (francouzsky Prix de l'Humour noir) byla francouzská literární cena, kterou v roce 1954 vytvořil Tristan Maya.
Skládala se z několika ocenění:
- Cena Xaviera Fornereta za černý humor
- Cena Grandvilla za černý humor

## Výběr členů poroty
- Franz Bartelt
- Bertrand Beyern (předseda)
- Patrice Delbourg
- Éric Dussert
- Yves Frémion
- Dominique Noguez
- Barbara Pascarel
- Patrick Rambaud
- Jacques Vallet
- Christian Zeimert
- Hervé Bazin
- Marcel Bisiaux
- Pierre Dac
- Jean Fougère
- Bernard Haller
- Eugène Ionesco
- Sylvie Joly
- Théodore Koenig
- Jean-Paul Lacroix
- Jean L'Anselme
- Gabrielle Marquet
- Suzanne Prou
- Raymond Queneau
- Yak Rivais

## Výherci

### Cena Grandvilla za černý humor
- 1957 : Siné
- 1958 : Félix Labisse
- 1961 : Roland Topor
- 1962 : Ylipe
- 1964 : Tetsu
- 1966 : Copi
- 1969 : Gourmelin
- 1970 : Bosc
- 1973 : Claude Serre
- 1974 : Soulas
- 1977 : Tardi
- 1979 : Christian Zeimert
- 1981 : Quino
- 1982 : Arslan
- 1987 : Kerleroux
- 1988 : Plantu
- 1990 : Trez
- 1991 : André Chabot
- 1992 : Blachon
- 1994 : Piem
- 1998 : Tronchet
- 1999 : Riss
- 2000 : Raoul Cauvin a Marc Hardy
- 2001 : Voutch
- 2002 : Claire Bretécher
- 2003 : Etienne Lécroart
- 2004 : Sajtinac
- 2005 : Jean-Yves Ferri
- 2006 : Olivier O. Olivier
- 2007 : François Boucq
- 2008 : Andy Riley
- 2009 : Medi Holtrop
- 2010 : Martial Leiter
- 2011 : Cardon
- 2012 : Jean-Pierre Cagnat
- 2013 : Quentin Faucompré

### Cena Xaviera Fornereta za černý humor
- 1955 : Siné za Complainte sans Paroles
- 1956 : René de Obaldia za La Passion d'Émile
- 1957 : Hervé Bazin za Vipère au poing
- 1958 : Léo Malet za sérii Nouveaux Mystères de Paris
- 1959 : Raymond Queneau za Zazie dans le métro (česky Zazie v metru)
- 1960 : François Caradec za Monsieur Tristecon
- 1961 : Jacques Sternberg za L'Employé
- 1963 : André Ruellan za Manuel du savoir mourir
- 1965 : Boileau-Narcejac za ...Et mon tout est un homme
- 1967 : Yak Rivais za L'Hérésie de Carolus Boorst
- 1977 : André Blavier za Occupe toi d'Homélies
- 1984 : Alejandro Jodorowsky za Le Paradis des perroquets
- 1985 : Marcel Bisiaux za Mécontes
- 1986 : Tom Sharpe za Wilt prend son pied (česky Povznesení Henryho Wilta), Marcel Bénabou za Pourquoi je n'ai écrit aucun de mes livres.
- 1987 : Maurice Roche za Je ne vais pas bien, mais il faut que j'y aille
- 1989 : Hugo Claus za L'Espadon
- 1995 : Jean-Pierre Verheggen za l'ensemble de son œuvre
- 1999 : Dominique Noguez za Cadeaux de Noël
- 2001 : Franz Bartelt za Les Bottes rouges
- 2002 : Gérard Mordillat za Mme Gore
- 2003 : Iegor Gran za O.N.G
- 2004 : Joël Egloff za Ce que je fais là
- 2005 : Serge Joncour za L'Idole
- 2006 : Pascal Garnier za Flux
- 2007 : Régis Jauffret za Microfictions
- 2008 : Jean-Bernard Pouy za l'ensemble de son œuvre
- 2009 : André Stas za Entre les poires et les faux mages
- 2010 : Jacques A. Bertrand za Les autres, c'est rien que des sales types
- 2011 : Pierre Autin-Grenier za C'est tous les jours comme ça
- 2012 : Philippe Caubet a Lea Lund za Le Guide des Gens : France 2012
- 2013 : Jaime Montestrela, za Les Contes liquides.